# Geluidskaart

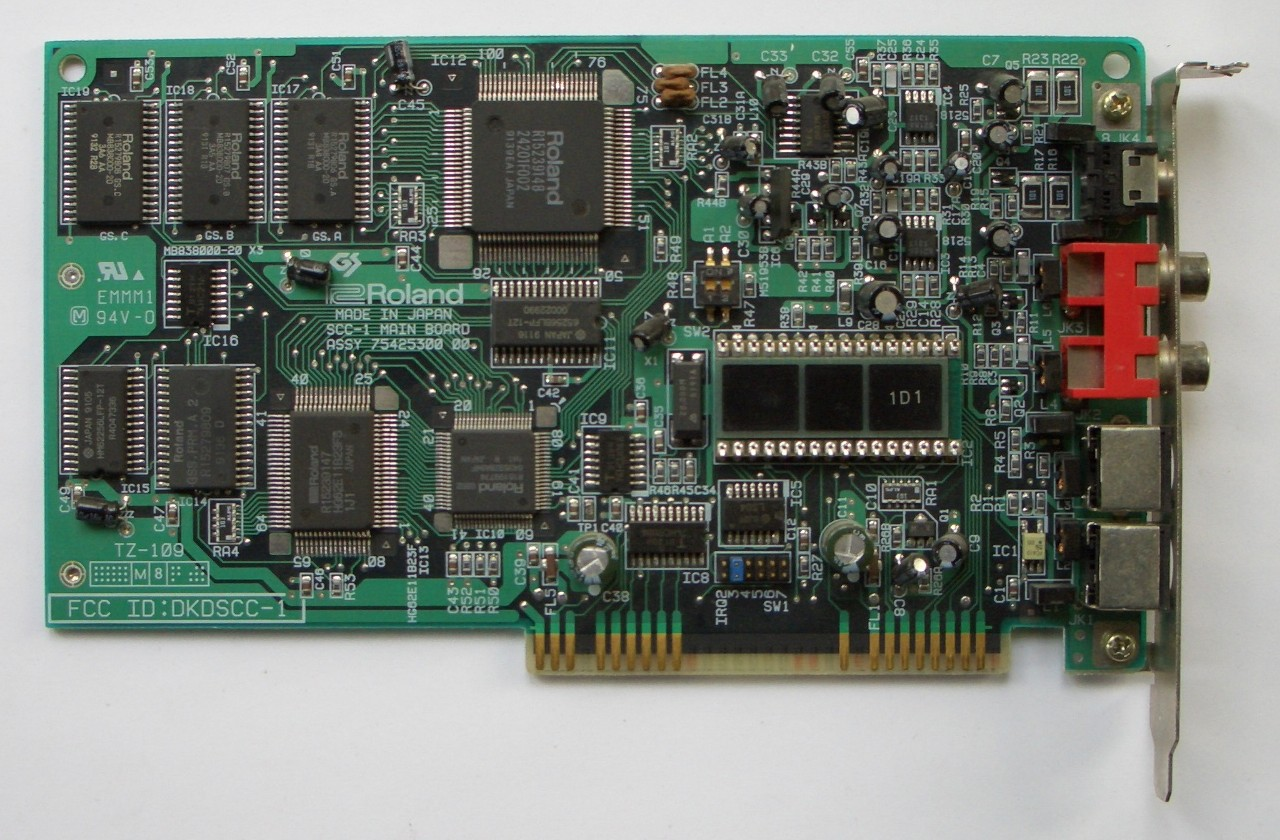
Roland SCC-1

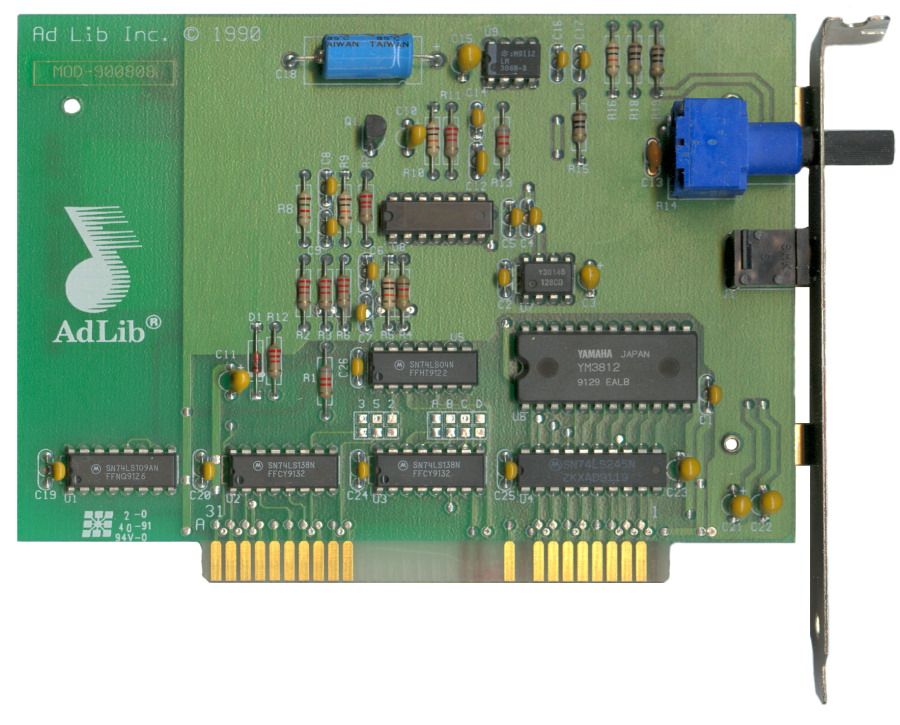
Adlib-kaart (1990)

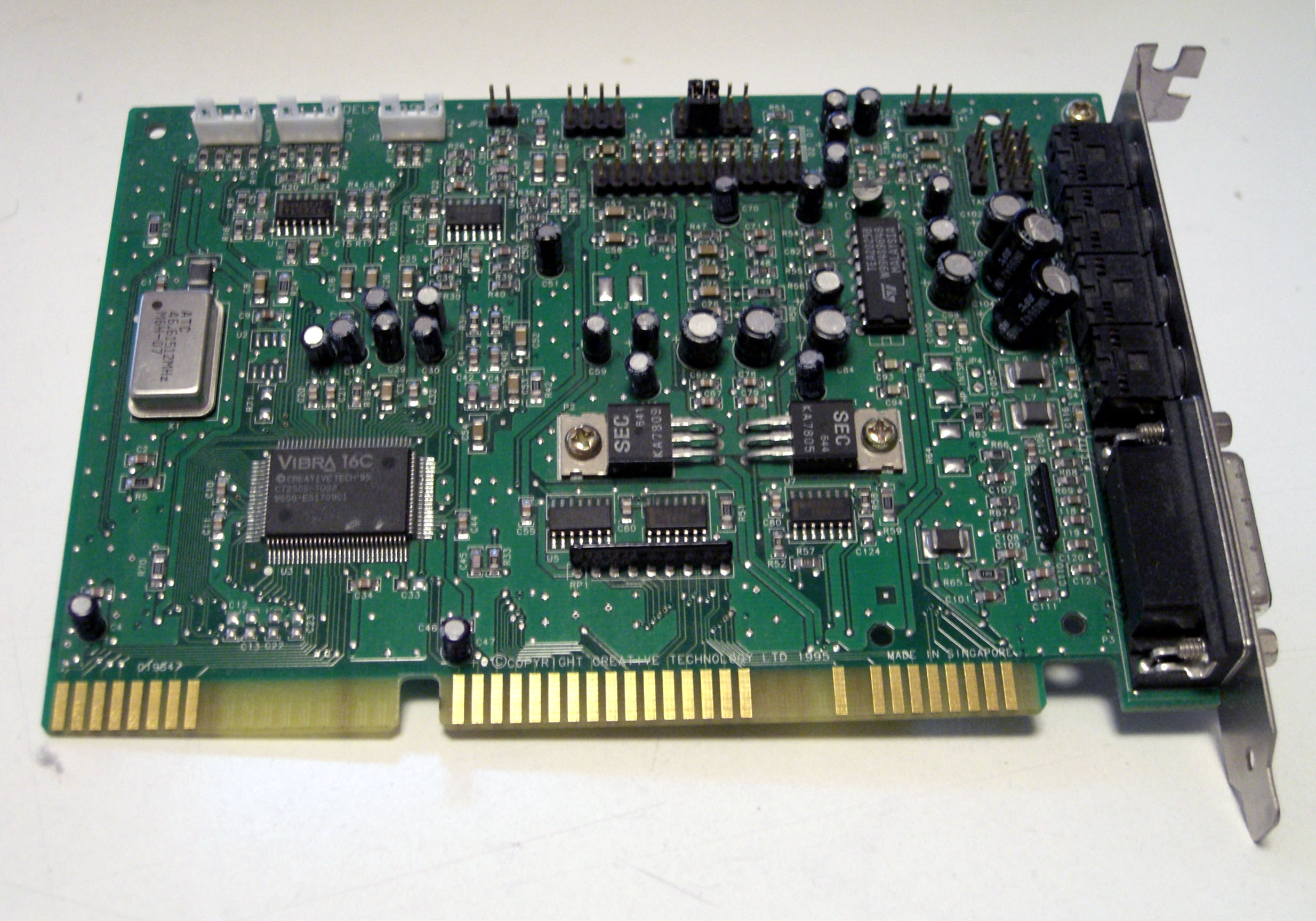
Sound Blaster 16 (1995)

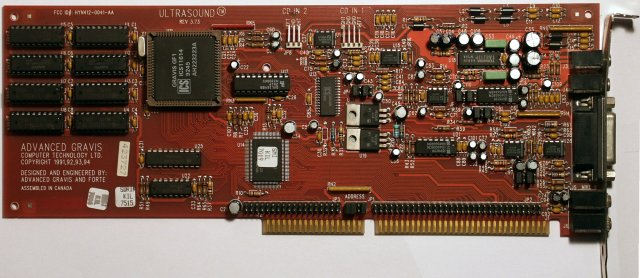
Gravis ultrasound

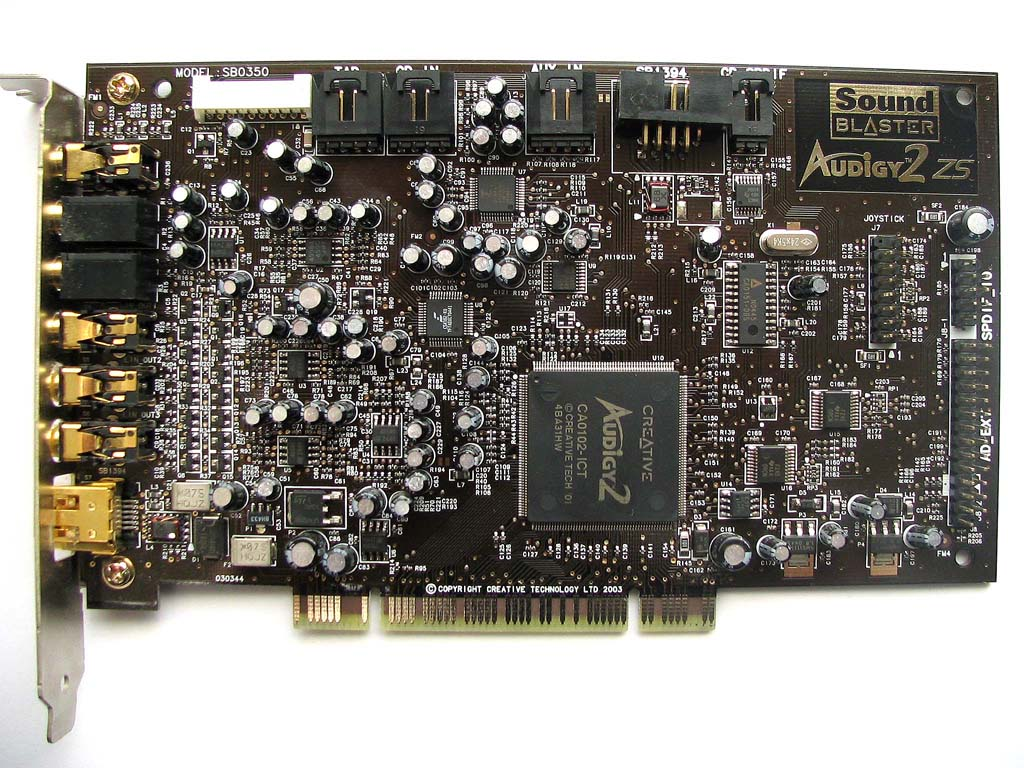
Audigy2 zs

Een geluidskaart (Eng. sound card) is een uitbreidingskaart waarmee een computer hoogwaardig geluid kan produceren en opnemen. Hiertoe beschikt de kaart over een aantal componenten:
- Digitaal-analoog-omzetter (DA-converter): zet digitaal signaal om in geluid.
- Analoog-digitaal-omzetter (AD-converter): zet geluid om in digitaal signaal. Dit wordt ook wel sampling genoemd.
- Synthesizer: maakt weergave van MIDI-informatie mogelijk.
- Microfoonvoorversterker.
- Mixer: voor het regelen van de volumes van de verschillende bronnen (microfoon, MIDI, lijningang, WAV-geluid).

Veel voorkomende aansluitingen op een geluidskaart zijn: line-in, line-out, speaker-out en microphone-in. Oudere geluidskaarten hadden vaak een 15-polige gamepoort voor het aansluiten van een joystick, die ook met een MIDI-adapterkabel de MIDI-in en MIDI-out signalen kan leveren. Voor speaker-out en microphone-in wordt een eveneens op de geluidskaart aanwezige versterker gebruikt. Line-in en line-out zijn onversterkt, waardoor een externe (en kwalitatief betere) versterker nodig is. Hedendaagse geluidskaarten beschikken daarnaast vaak over componenten om effecten (bijvoorbeeld echo) toe te passen op het geluid. Met behulp van geavanceerde computersoftware kan een geluidskaart ook worden gebruikt voor spraakherkenning.
In de late jaren 80 en vroege jaren 90 werden ook geluidskaarten met ROM geluidsfragmenten (wavetables) op de markt gebracht. Voorbeelden zijn de Roland LAPC-I, Roland SCC-1 en Yamaha SW60XG.
Elke aansluiting – over het algemeen worden 3,5 mm jacks gebruikt – op een geluidskaart heeft een andere kleur:
| Kleur       | Functies                                                                        | stopcontact |
| ----------- | ------------------------------------------------------------------------------- | ----------- |
| Roze        | ingang voor de microfoon.                                                       | 3,5 mm jack |
| Lichtblauw  | lijningang.                                                                     | 3,5 mm jack |
| Groen       | uitgang voor de speakers. Line-Out of Front-Out.                                | 3,5 mm jack |
| Bruin/zwart | (voor 5.1 surround-systeem) Rear-Out uitgang voor speakers die achter je staan. | 3,5 mm jack |
| Oranje      | (voor 5.1 surround-systeem) uitgang voor center-speakers en subwoofer.          | 3,5 mm jack |
| Grijs       | (voor 7.1 surround-systeem) uitgang voor zij-luidsprekers.                      | 3,5 mm jack |
| Goud        | Gamepoort / MIDI                                                                | 15 pin D    |

De stekkers van de aan te sluiten apparatuur hebben vaak dezelfde kleuren als deze aansluitingen.
Sinds begin jaren negentig worden de componenten van de geluidskaart steeds vaker in het moederbord geïntegreerd (Onboard). 
Enkele bekende namen van geluidskaartproducenten zijn: AdLib (niet langer actief als zelfstandige onderneming),  Asus, Creative (Sound Blaster), M-Audio, Roland Corporation en Terratec.

## Geluidskwaliteit
De eerste geluidskaarten hadden voor het samplinggedeelte mono-geluid van 8 bit bij 22.050 Hz of minder. Daarna kwamen stereo geluidskaarten van 16 bit bij 44.100 Hz. Deze 44.100 Hz is dezelfde samplerate als die van een cd-speler. De samplerate van de meeste geluidskaarten is daarna verhoogd tot 48.000 Hz, dat is dezelfde samplerate als die van bijvoorbeeld een dat-recorder. De meeste mp3-bestanden gebruiken nog steeds een samplerate van 44.100 Hz. Vervolgens kwam er surroundsound met meerdere luidsprekers. Het aantal uitgangskanalen werd uitgebreid naarmate er voor de consumenten surround formaten meer kanalen gespecificeerd werden.
De markt voor geluidskaarten bestaat zo goed als niet meer, omdat analoog-digitaal en digitaal-analoogomzetters ingebouwd zitten in de apparaten zelf. Deze kunnen in de meeste gevallen 24 bits bij 192.000Hz weergeven al is het nut hiervan zeer discutabel. Een belangrijke uitzondering zijn geluidskaarten voor audioproductie. Deze apparaten worden nog steeds verkocht omdat ze aan speciale eisen voldoen die niet door de gangbare ingebouwde oplossingen kunnen worden geleverd. Zo hebben ze vaak meerdere in- en uitgangen die kwalitatief veel beter zijn en verwerken ze de sampledata sneller.
De geluidskwaliteit van de vanaf eind jaren 80 vaak ingebouwde synthesechips van Yamaha was vanaf het begin al vrij hoog. De chips werkten met 16-bits floating pointsamples op zo'n 50-000Hz, beter dus dan cd-kwaliteit. De beperkingen van de implementatie van de synthese en de hoogdrempeligheid van het creëren van geluiden voor deze synthese maakt echter dat het geluid alsnog als slecht en goedkoop werd ervaren.